# Damjan Bohar
Damjan Bohar (Mačkovci, 18 oktober 1991) is een Sloveens professioneel voetballer die speelt als middenvelder. Hij verruilde ND Mura 05 in 2013 voor NK Maribor.

## Interlandcarrière
Bohar speelde voor verschillende Sloveense jeugdselecties, voordat hij onder leiding van bondscoach Srečko Katanec op 18 november 2014 zijn debuut maakte voor het Sloveens voetbalelftal in de vriendschappelijke wedstrijd tegen Colombia (0-1) in Ljubljana. Hij viel in die wedstrijd na 59 minuten in voor Dejan Lazarević. Ook Erik Janža (NK Domžale) en Petar Stojanović (NK Maribor) maakten in die wedstrijd hun debuut voor de Sloveense nationale A-ploeg.

## Erelijst
NK Maribor
- Landskampioen

2014